# Spiele mit Oculus-Rift-Unterstützung
Die nachfolgende Liste gibt einen Überblick über Computerspiele, die von Oculus Rift offiziell unterstützt werden, sowie die Unterstützten VR Features. Die Liste erhebt keinen Anspruch auf Vollständigkeit. Manche der hier aufgelisteten Spiele erscheinen, bzw. erschienen ebenfalls für andere Plattformen, für die es allerdings keine Rift-Unterstützung gibt. PlayStation-4-Spiele mit VR-Unterstützung sind in der Liste der PlayStation-VR-Spiele einsehbar.
| Titel                                        | VR Features                                                  | Entwicklungsstatus | Spiel-Engine                          | Plattformen         | Veröffentlichung | Genre                                             | Einzelnachweise                                  |
| -------------------------------------------- | ------------------------------------------------------------ | ------------------ | ------------------------------------- | ------------------- | --- | ------------------------------------------------- | ------------------------------------------------ |
| 3DXChat                                      | 3D/FOV/Warp/Tracking                                         | veröffentlicht     | Custom                                | Windows             | 7. Aug. 2013 | Adult, MMO                                        | Offizielle Website                               |
| AaaaaAAaaaAAAaaAAAAaAAAAA!!! for the Awesome | 3D/FOV/Warp/Tracking                                         | veröffentlicht     | Gamestudio                            | Windows             | 19. Aug. 2013 | Simulation                                        | dejobaan.com                                     |
| Alone                                        | 3D/FOV/Warp/Tracking                                         | Alpha              | Unity 4                               | Windows             | Feb. 2014 | Survival Horror                                   | Internetseite Kickstarter.com                    |
| Among the Sleep                              | 3D/FOV/Warp/Tracking                                         | Alpha              | Unity 4                               | Windows             | 2014/Q1 | Survival Horror                                   | krillbite.com Kickstarter.com                    |
| Assetto Corsa                                | 3D/FOV/Warp/Tracking                                         | Beta               | Custom                                | Windows             | 8. Nov. 2013 | Sim racing                                        | Offizielle Website                               |
| Asunder: Earthbound                          | 3D/FOV/Warp/Tracking                                         | veröffentlicht     | Unity 4                               | Windows, Mac        | 22. Nov. 2013 | First Person Adventure                            | aldynamics.com                                   |
| Atajrubah                                    | 3D/FOV/Warp/Tracking                                         | Pre-Alpha          | UDK                                   | Windows             | TBD | First Person Adventure                            | Offizielle Website                               |
| Beat Saber                                   |                                                              |                    |                                       |                     | |                                                   |                                                  |
| BounceVR                                     | 3D/FOV/Warp/Tracking                                         | Open Alpha         | Unity 4                               | Windows             | TBD | Sportsimulation                                   | Indiegogo.com                                    |
| Black Desert                                 |                                                              |                    |                                       |                     | |                                                   |                                                  |
| Black Island                                 | 3D/FOV/Warp/Tracking                                         | veröffentlicht     | Unity 4                               | Windows             | 4. Nov. 2013 | Survival Horror                                   | makegames.com                                    |
| CDF Ghostship                                | 3D/FOV/Warp/Tracking                                         | Alpha              | UDK                                   | Windows             | TBD | FPS, Survival Horror                              | Offizielle Website Kickstarter.com Indiegogo.com |
| City Quest                                   | 3D/FOV/Warp/Tracking                                         | Beta               | Unity 4                               | Windows             | TBD | Adventure                                         | Kickstarter.com                                  |
| Custom Maid 3D                               | 3D/FOV/Warp/Tracking                                         | veröffentlicht     | Custom                                | Windows             | 22. Juli 2013 | Adult, Simulation                                 | kisskiss.tv                                      |
| DARK                                         | 3D/FOV/Warp/Tracking                                         | veröffentlicht     | Vision Engine 8                       | Windows             | 5. Juli 2013 | Stealth, Action RPG                               |                                                  |
| Darkfield VR                                 | 3D/FOV/Warp/Tracking                                         | Alpha              | Unity 4                               | Windows             | TBD | Space combat simulator, Multiplayer               | Offizielle Website                               |
| DCS World                                    | 3D/FOV/Warp/Tracking                                         | veröffentlicht     | Eagle Dynamics Graphics Engine (EDGE) | Windows             | 17. Oktober 2008 (Russland) 10. Dezember 2008 (English-language download) 7. März 2009 (Deutschland) 2. April 2009 (Nordamerika) | Combat Flight Simulator                           | Offizielle Website                               |
| DiRT Rally                                   | 3D/FOV/Warp/Tracking                                         | veröffentlicht     | Ego-Engine                            | Windows             | 7. Dez. 2015 | Rennsimulation                                    |                                                  |
| Doorways                                     | 3D/FOV/Warp/Tracking                                         | veröffentlicht     | Unity 4                               | Windows, Mac, Linux | 29. Okt. 2013 | Survival Horror                                   | Offizielle Website                               |
| Dream                                        | 3D/FOV/Warp/Tracking                                         | Beta               | UDK                                   | Windows, Mac        | 10. Feb. 2014 | First Person Adventure                            | Offizielle Website                               |
| Dream Flight                                 | 3D/FOV/Warp/Tracking                                         | Alpha              | Unity 4                               | Windows             | 5. Sep. 2014 | First Person                                      | refugio3d-games.de                               |
| Eagle Flight                                 |                                                              |                    |                                       |                     | |                                                   |                                                  |
| Energy Hook                                  | unbekannt                                                    | Alpha              | Unity 4                               | Windows, Mac, Linux | März 2014 | Grapple-and-swing-and-run-on-walls-for-style game | Offizielle Website Kickstarter.com               |
| Elite: Dangerous                             | 3D/FOV/Warp/Tracking                                         | Beta               | Cobra                                 | Windows, Mac        | 30. Juli 2014 | Space trading and combat simulator, MMO           | Offizielle Website Kickstarter.com               |
| Estranged                                    | 3D/FOV/Warp/Tracking                                         | veröffentlicht     | Source                                | Windows, Mac, Linux | 16. Jan. 2014 | FPS, First Person Adventure                       | Offizielle Website                               |
| Euro Truck Simulator 2                       | 3D/FOV/Warp/Tracking                                         | veröffentlicht     | Prism3D                               | Windows, Mac, Linux | 20. Okt. 2013 | Vehicle simulation game                           | Offizielle Website                               |
| Frequency Domain                             | 3D/FOV/Warp/Tracking                                         | Open Alpha         | Unity 4                               | Windows             | TBD | Musikspiel                                        |                                                  |
| Five Nights at Freddy’s VR: Help Wanted      |                                                              |                    |                                       |                     | |                                                   |                                                  |
| The Gallery: Six Elements                    | 3D/FOV/Warp/Tracking (Developed exclusively for Oculus RIFT) | Alpha              | Unity 4                               | Windows             | März 2014 | First Person Adventure                            | Offizielle Website Kickstarter.com               |
| Ghost in the Machine                         | unbekannt                                                    | Alpha              | Custom                                | Windows             | 2014 | Platformer                                        | Kickstarter.com                                  |
| GoD Factory: Wingmen                         | 3D/FOV/Warp/Tracking                                         | Open Alpha         | Unity 4                               | Windows             | TBD | Weltraum-Kampfsimulation                          | Offizielle Website Kickstarter.com               |
| Grave                                        | 3D/FOV/Warp/Tracking                                         | Open Alpha         | Unity 4                               | Windows             | TBD | Survival Horror                                   |                                                  |
| Half-Life: Source                            | 3D/FOV/Warp/Tracking                                         | veröffentlicht     | Source                                | Windows, Mac, Linux | 8. Nov. 2013 | Ego-Shooter                                       |                                                  |
| Half-Life 2                                  | 3D/FOV/Warp/Tracking                                         | veröffentlicht     | Source                                | Windows, Mac, Linux | 10. Mai 2013 | FPS                                               | Offizielle Webseite                              |
| Half-Life: Alyx                              |                                                              |                    |                                       |                     | |                                                   |                                                  |
| Hawken                                       | 3D/FOV/Warp/Tracking                                         | Open Beta          | Unreal Engine 3                       | Windows             | 11. Sep. 2013 | FPS, Mecha                                        | Offizielle Website                               |
| iRacing                                      | 3D/FOV/Warp/Tracking                                         | veröffentlicht     | iRacing.com Motorsport Simulations    | Windows             | 25. Juli 2013 | Sim racing                                        | Offizielle Website                               |
| Kairo                                        | 3D/FOV/Warp/Tracking                                         | veröffentlicht     | Unity 4                               | Windows, Mac        | 31. Juli 2013 | First Person Puzzle                               | Offizielle Website                               |
| Kona                                         |                                                              |                    |                                       |                     | |                                                   |                                                  |
| LICHT                                        | unbekannt                                                    | veröffentlicht     | Unity 4                               | Windows             | 6. Aug. 2013 | Puzzle                                            |                                                  |
| Lunar Flight                                 | 3D/FOV/Warp/Tracking                                         | veröffentlicht     | Unity 4                               | Windows             | 17. Juli 2013 | Simulation                                        | Offizielle Website                               |
| Maere: When Lights Die                       | 3D/FOV/Warp/Tracking                                         | veröffentlicht     | Unity 4                               | Windows             | 29. Sep. 2013 | Survival Horror                                   | Offizielle Website                               |
| Minecraft                                    |                                                              |                    |                                       |                     | |                                                   |                                                  |
| Moss                                         |                                                              |                    |                                       |                     | |                                                   |                                                  |
| Museum of the Microstar                      | 3D/FOV/Warp/Tracking                                         | veröffentlicht     | Unity 4                               | Windows             | 3. Apr. 2013 | Narrative Short                                   | Offizielle Website                               |
| Outerra Anteworld                            | 3D/FOV/Warp/Tracking                                         | Open Alpha         | Outerra                               | Windows             | 27. Mai 2013 | Sandbox, Exploration                              | Offizielle Website                               |
| Probably Archery                             | 3D/FOV/Warp/Tracking                                         | veröffentlicht     | Unity 4                               | Windows, Mac, Linux | 6. Feb. 2014 | FPS, Simulation                                   | Offizielle Website                               |
| Qbeh                                         | 3D/FOV/Warp/Tracking                                         | veröffentlicht     | Unity 4                               | Windows             | 3. Juni 2013 | Platformer                                        |                                                  |
| Racer                                        | 3D/FOV/Warp/Tracking                                         | Open Beta          | Racer Engine                          | Windows             | 31. Mai 2013 | Sim racing                                        | Offizielle Website                               |
| Red Bull Air Race                            | 3D/FOV/Warp/Tracking                                         | veröffentlicht     | Madness Engine                        | Windows             | 2016 | Air Racing                                        |                                                  |
| Retrovirus                                   | 3D/FOV/Warp/Tracking                                         | veröffentlicht     | Custom                                | Windows             | 14. Juli 2013 | FPS                                               | Offizielle Website                               |
| Rift Rush                                    | 3D/FOV/Warp/Tracking (Developed exclusively for Oculus RIFT) | Beta               | unbekannt                             | Windows             | Dez. 2014 | Platformer                                        | Kickstarter.com                                  |
| Robinson: The Journey                        |                                                              |                    |                                       |                     | |                                                   |                                                  |
| Shufflepuck Cantina Deluxe                   | 3D/FOV/Warp/Tracking                                         | Beta               | Custom                                | Windows             | TBD | Arcade, Sports                                    |                                                  |
| Skycall – Rook Island                        | 3D/FOV/Warp/Tracking                                         | Pre-Alpha          | UDK                                   | Windows             | 10. Feb. 2014 | Flugsimulation                                    | oculusvr.com                                     |
| Slender: The Arrival                         | 3D/FOV/Warp/Tracking                                         | veröffentlicht     | Unity 4                               | Windows             | 19. Sep. 2013 | Survival Horror                                   | Offizielle Website                               |
| Soda Drinker Pro                             | 3D/FOV/Warp/Tracking                                         | veröffentlicht     | Unity 4                               | Windows             | 2. Nov. 2013 | First Person Soda, Simulation                     | Offizielle Website                               |
| SoundSelf                                    | 3D/FOV/Warp/Tracking                                         | Alpha              | Plaidgadget                           | Windows             | März 2014 | Musikspiel                                        | Offizielle Website Kickstarter.com               |
| Strike Suit Zero                             | 3D/FOV/Warp/Tracking                                         | veröffentlicht     | Xed                                   | Windows             | 31. Juli 2013 | Space combat simulator                            | Offizielle Website Kickstarter.com               |
| Subnautica                                   |                                                              |                    |                                       |                     | |                                                   |                                                  |
| Superhot                                     |                                                              |                    |                                       |                     | |                                                   |                                                  |
| Surgeon Simulator 2013                       | 3D/FOV/Warp/Tracking                                         | veröffentlicht     | Unity 4                               | Windows, Mac, Linux | 21. Juni 2013 | Simulation                                        | Offizielle Website                               |
| Team Fortress 2                              | 3D/FOV/Warp/Tracking                                         | veröffentlicht     | Source                                | Windows, Mac, Linux | 20. März 2013 | FPS                                               | Offizielle Website                               |
| The Elder Scrolls V: Skyrim                  |                                                              |                    |                                       |                     | |                                                   |                                                  |
| Time Rifters                                 | 3D/FOV/Warp/Tracking                                         | Alpha              | Unity 4                               | Windows, Mac, Linux | 25. Dez. 2013 | FPS                                               | Offizielle Website                               |
| Undercurrent                                 | 3D/FOV/Warp/Tracking                                         | Open Alpha         | Unreal Engine 3                       | Windows             | 3. Juli 2013 | First Person Adventure                            | Offizielle Website                               |
| The Vanishing of Ethan Carter                |                                                              |                    |                                       |                     | |                                                   |                                                  |
| Vendetta Online                              | unbekannt                                                    | veröffentlicht     | NAOS                                  | Windows, Mac, Linux | 24. Juli 2013 | Space trading and combat simulator, MMO           | Offizielle Website                               |
| Viking Rage                                  |                                                              |                    |                                       |                     | |                                                   |                                                  |
| VRInvestigation                              | 3D/FOV/Warp/Tracking (Developed exclusively for Oculus RIFT) | veröffentlicht     | UDK                                   | Windows             | 8. Aug. 2013 | First Person Detective                            | Offizielle Website                               |
| War Thunder                                  | 3D/FOV/Warp/Tracking                                         | Open Beta          | Dagor Engine                          | Windows             | 7. Juni 2013 | MMO, Combat Flight Simulator                      | Offizielle Website                               |